# Ang tatay kong nanay
Ang tatay kong nanay è un film del 1978 diretto da Lino Brocka.
La pellicola, con protagonisti Dolphy e Niño Muhlach, a tematica LGBT, è considerata una delle più sottovalutate nella storia del cinema filippino. L'acclamata interpretazione di Dolphy, nei panni della drag queen Coring, è considerata come la migliore della carriera del comico, nonché tra le migliori performance del cinema gay locale.

## Trama
Dioscoro "Coring" Derecho è proprietario di un salone di bellezza e convive da diversi anni con il partner Dennis, quando quest'ultimo decide di lasciarlo per accasarsi con una donna. Dennis ritornerà improvvisamente alcuni anni dopo lasciando a Coring la custodia di un neonato, prima di andarsene nuovamente per inseguire il sogno di entrare nella United States Navy.
Il bimbo è chiamato Nonoy e cresce con Coring, il quale fungerà sia da madre che da padre. Per risparmiarlo da una vita all'insegna della derisione e della critica, Coring nasconde la sua vera identità a Nonoy e lo cresce come un vero figlio. Ben presto, tuttavia, Coring viene a sapere che Mariana, la madre biologica del bimbo, ha intenzione di sottrargli Nonoy per potergli offrire una vita migliore.